# Persone di nome Julius
| Questa pagina contiene informazioni ricavate automaticamente dalle voci biografiche con l'ausilio del template Bio e di un bot. L'aggiornamento è periodico e automatico e ricostruisce completamente la pagina. Se manca una persona in questa lista, sei pregato di non aggiungerla, ma accertati piuttosto che la sua voce biografica contenga il template Bio e che i dati anagrafici siano correttamente compilati. Se il template Bio manca, inseriscilo tu stesso o, in alternativa, metti l'avviso {{tmp\|Bio}} che ne segnala la mancanza. Se i dati riportati sono sbagliati, correggi direttamente la voce biografica; le modifiche saranno visibili in questa lista entro pochi giorni. Per chiarimenti vedi il progetto antroponimi. La lista contiene solo le 238 persone che sono citate nell'enciclopedia e per le quali è stato implementato correttamente il template Bio. Pagina aggiornata al 22 lug 2025. |

Questa è una lista di persone presenti nell'enciclopedia che hanno il nome Julius, suddivise per attività principale.

## Agronomi(1)
- Julius Kühn, agronomo tedesco (n. 1825 - † 1910)

## Alpinisti(3)
- Julius Kugy, alpinista, scrittore e botanico austriaco (Gorizia, n. 1858 - Trieste, † 1944)
- Julius Meurer, alpinista e scrittore austriaco (Lipsia, n. 1838 - Wels, † 1923)
- Julius von Payer, alpinista, esploratore e pittore austro-ungarico (Schönau, n. 1841 - Veldes, † 1915)

## Altisti(1)
- Julius Chigbolu, altista e dirigente sportivo nigeriano (n. 1929 - † 2010)

## Antropologi(1)
- Julius Kollmann, antropologo, anatomista e zoologo tedesco (Holzheim am Forst, n. 1834 - Basilea, † 1918)

## Architetti(2)
- Julius Raschdorff, architetto tedesco (Pleß, n. 1823 - Waldsieversdorf, † 1914)
- Julius Heinrich Schwarze, architetto tedesco (Dresda - Dresda, † 1775)

## Arcivescovi cattolici(1)
- Julius Sullan Tonel, arcivescovo cattolico filippino (Davao, n. 1956)

## Astronomi(3)
- Julius Heinrich Franz, astronomo tedesco (Rummelsburg, n. 1847 - Breslavia, † 1913)
- Julius Scheiner, astronomo tedesco (Colonia, n. 1858 - Berlino, † 1913)
- Julius August Christoph Zech, astronomo e matematico tedesco (Stoccarda, n. 1821 - Berg, † 1864)

## Attivisti(1)
- Julius Rosenberg, attivista statunitense (New York, n. 1918 - Ossining, † 1953)

## Attori(5)
- Julius Carry, attore statunitense (Chicago, n. 1952 - Los Angeles, † 2008)
- Julius Falkenstein, attore tedesco (Berlino, n. 1879 - Berlino, † 1933)
- Julius Harris, attore statunitense (Filadelfia, n. 1923 - Woodland Hills, † 2004)
- Groucho Marx, attore, comico e scrittore statunitense (New York, n. 1890 - Los Angeles, † 1977)
- Julius Steger, attore, regista e sceneggiatore austriaco (Vienna, n. 1886 - Vienna, † 1959)

## Aviatori(3)
- Julius Arigi, aviatore austro-ungarico (Děčín, n. 1895 - Attersee am Attersee, † 1981)
- Julius Busa, aviatore austro-ungarico (Letenye, n. 1891 - Plava, † 1917)
- Julius Kowalczik, aviatore austro-ungarico (Ostrava, n. 1885)

## Avvocati(1)
- Julius Curtius, avvocato e politico tedesco (Duisburg, n. 1877 - Heidelberg, † 1948)

## Baritoni(1)
- Julius Stockhausen, baritono e insegnante tedesco (Parigi, n. 1826 - Francoforte sul Meno, † 1906)

## Bibliografi(1)
- Julius Petzholdt, bibliografo e bibliotecario tedesco (Dresda, n. 1812 - Dresda, † 1891)

## Biochimici(1)
- Julius Axelrod, biochimico statunitense (New York, n. 1912 - Rockville, † 2004)

## Botanici(5)
- Julius Leopold Eduard Avé-Lallemant, botanico e entomologo tedesco (Lubecca, n. 1803 - Lubecca, † 1867)
- Julius Oscar Brefeld, botanico e micologo tedesco (Telgte, n. 1839 - Berlino, † 1925)
- Julius Sachs, botanico tedesco (Breslavia, n. 1832 - Würzburg, † 1897)
- Julius Hermann Schultes, botanico austriaco (Vienna, n. 1804 - Monaco di Baviera, † 1840)
- Julius von Wiesner, botanico tedesco (Tschechen, n. 1838 - Vienna, † 1916)

## Calciatori(17)
- Julius Adaramola, ex calciatore nigeriano (n. 1990)
- Julius Aghahowa, ex calciatore nigeriano (Benin City, n. 1982)
- Julius Biada, calciatore tedesco (Colonia, n. 1992)
- Julius Clementz, calciatore norvegese (Oslo, n. 1890 - Oslo, † 1961)
- Julius Dirksen, calciatore olandese (Amersfoort, n. 2003)
- Julius Ertlthaler, calciatore austriaco (n. 1997)
- Julius Eskesen, calciatore danese (Odense, n. 1999)
- Julius Hirsch, calciatore tedesco (Achern, n. 1892 - † 1943)
- Julius Hjulian, calciatore svedese (Fodd, n. 1903 - † 1974)
- Julius James, ex calciatore trinidadiano (Maloney Gardens, n. 1984)
- Kalle Joelsson, calciatore svedese (Löddeköpinge, n. 1998)
- Julius Kovazh, calciatore austriaco (n. 1930 - † 2012)
- Juliusz Miller, calciatore polacco (n. 1895 - † 1980)
- Julius Perstaller, calciatore austriaco (Innsbruck, n. 1989)
- Julius Ubido, ex calciatore nigeriano (n. 1984)
- Julius Wiesner, calciatore austriaco (n. 1878 - † 1916)
- Julius Wobay, ex calciatore sierraleonese (Bo, n. 1984)

## Canottieri(2)
- Julius Beresford, canottiere britannico (Shoreham, n. 1868 - Goring-on-Thames, † 1959)
- Julius Thomson, canottiere canadese (Toronto, n. 1882 - Kenora, † 1940)

## Cardinali(2)
- Julius Riyadi Darmaatmadja, cardinale e arcivescovo cattolico indonesiano (Muntilan, n. 1934)
- Julius August Döpfner, cardinale e arcivescovo cattolico tedesco (Hausen, n. 1913 - Monaco di Baviera, † 1976)

## Cestisti(12)
- Shareef Abdur-Rahim, ex cestista, allenatore di pallacanestro e dirigente sportivo statunitense (Marietta, n. 1976)
- Julius Böhmer, cestista tedesco (Würzburg, n. 2002)
- Julius Erving, ex cestista statunitense (East Meadow, n. 1950)
- Julius Hodge, ex cestista e allenatore di pallacanestro americo-verginiano (New York, n. 1983)
- Julius Jenkins, ex cestista statunitense (Fort Lauderdale, n. 1981)
- Juby Johnson, ex cestista statunitense (Warrensville Heights, n. 1981)
- Julius Jucikas, cestista lituano (Šilutė, n. 1989)
- Julius Kazakauskas, cestista lituano (Klaipėda, n. 1990)
- Julius Keye, cestista statunitense (Toccoa, n. 1946 - Marietta, † 1984)
- Julius Michalík, ex cestista slovacco (Bojnice, n. 1972)
- Julius Randle, cestista statunitense (Dallas, n. 1994)
- Julius Wolf, cestista tedesco (Bruchsal, n. 1993)

## Chimici(8)
- Julius Bredt, chimico tedesco (Berlino, n. 1855 - Aquisgrana, † 1937)
- Julius Lothar Meyer, chimico tedesco (Varel, n. 1830 - Tubinga, † 1895)
- Julius Neubronner, chimico, inventore e fotografo tedesco (Kronberg im Taunus, n. 1852 - Kronberg im Taunus, † 1932)
- Julius Neßler, chimico tedesco (Kehl, n. 1827 - Karlsruhe, † 1905)
- Julius Arthur Nieuwland, chimico statunitense (Hansbeke, n. 1878 - Washington, † 1936)
- Julius Rebek, chimico e biologo ungherese (Berehove, n. 1944)
- Julius Stieglitz, chimico e docente statunitense (Hoboken, n. 1867 - Chicago, † 1937)
- Julius Tafel, chimico tedesco (Choindez, n. 1862 - Monaco di Baviera, † 1918)

## Ciclisti su strada(1)
- Julius van den Berg, ciclista su strada olandese (Purmerend, n. 1996)

## Compositori(5)
- Julius Benedict, compositore tedesco (Stoccarda, n. 1804 - Londra, † 1885)
- Julius Bittner, compositore e giurista austriaco (Vienna, n. 1874 - Vienna, † 1939)
- Julius Eichberg, compositore tedesco (Düsseldorf, n. 1824 - Boston, † 1893)
- Julius Fučík, compositore ceco (Praga, n. 1872 - Berlino, † 1916)
- Julius Reubke, compositore, pianista e organista tedesco (Hausneindorf, n. 1834 - Pillnitz, † 1858)

## Diplomatici(1)
- Julius Szilassy von Szilas und Pilis, diplomatico e nobile ungherese (Bex, n. 1870 - Nizza, † 1935)

## Direttori d'orchestra(1)
- Julius Rudel, direttore d'orchestra statunitense (Vienna, n. 1921 - New York, † 2014)

## Direttori della fotografia(1)
- Julius Jaenzon, direttore della fotografia svedese (Göteborg, n. 1885 - Stoccolma, † 1961)

## Disc jockey(1)
- Judge Jules, disc-jockey britannico (n. 1969)

## Editori(2)
- Anton Donath, editore tedesco (Berlino, n. 1857 - Roccatagliata, † 1940)
- Julius Friedrich Lehmann, editore tedesco (Zurigo, n. 1864 - Monaco di Baviera, † 1935)

## Entomologi(3)
- Julius Moser, entomologo tedesco (n. 1863 - † 1929)
- Julius Theodor Christian Ratzeburg, entomologo, botanico e zoologo tedesco (Berlino, n. 1801 - Berlino, † 1871)
- Julius Leopold Theodor Friedrich Zincken, entomologo tedesco (Braunschweig, n. 1770 - Braunschweig, † 1856)

## Filologi(1)
- Julius Zupitza, filologo e anglista tedesco (Głogówek, n. 1844 - Berlino, † 1895)

## Filosofi(4)
- Julius Bahnsen, filosofo tedesco (Tønder, n. 1830 - Lębork, † 1881)
- Julius Binder, filosofo tedesco (Würzburg, n. 1870 - Gottinga, † 1939)
- Julius Ebbinghaus, filosofo tedesco (Berlino, n. 1885 - Marburg an der Lahn, † 1981)
- Julius von Kirchmann, filosofo e giurista tedesco (Schafstädt, n. 1802 - Berlino, † 1882)

## Fisici(6)
- Julius Bartels, geofisico tedesco (Magdeburgo, n. 1899 - † 1964)
- Julius Elster, fisico tedesco (Blankenburg, n. 1854 - Wolfenbüttel, † 1920)
- Julius Hartmann, fisico danese (Holeby, n. 1881 - Copenaghen, † 1951)
- Julius Sumner Miller, fisico e personaggio televisivo statunitense (Billerica, n. 1909 - Torrance, † 1987)
- Julius Edgar Lilienfeld, fisico austro-ungarico (Leopoli, n. 1882 - Charlotte Amalie, † 1963)
- Julius Wess, fisico austriaco (n. 1934 - † 2007)

## Fisiologi(2)
- Julius Bernstein, fisiologo tedesco (Berlino, n. 1839 - Halle, † 1917)
- Isidor Rosenthal, fisiologo tedesco (Łabiszyn, n. 1836 - Erlangen, † 1915)

## Flautisti(1)
- Julius Baker, flautista statunitense (Cleveland, n. 1915 - Danbury, † 2003)

## Generali(6)
- Julius von Bernuth, generale tedesco (Metz, n. 1897 - Ssochkranaja, † 1942)
- Georg Brandt, generale tedesco (Woltersdorf, n. 1876 - Berlino, † 1945)
- Julius Jacob von Haynau, generale austriaco (Kassel, n. 1786 - Vienna, † 1853)
- Julius Ringel, generale austriaco (Völkermarkt, n. 1889 - Bayerisch Gmain, † 1967)
- Julius Schaub, generale tedesco (Monaco di Baviera, n. 1898 - Monaco di Baviera, † 1967)
- Julius Schreck, generale tedesco (Monaco di Baviera, n. 1898 - Monaco di Baviera, † 1936)

## Giavellottisti(2)
- Juho Saaristo, giavellottista finlandese (Tampere, n. 1891 - † 1969)
- Julius Yego, giavellottista keniota (Cheptonon, n. 1989)

## Ginnasti(3)
- Julius Lenhart, ginnasta e multiplista austriaco (Vienna, n. 1875 - Vienna, † 1962)
- Fritz Manteuffel, ginnasta tedesco (Berlino, n. 1875 - Berlino, † 1941)
- Julius Nuninger, ginnasta tedesco (Mulhouse, n. 1874)

## Giocatori di beach volley(1)
- Julius Brink, giocatore di beach volley tedesco (Münster, n. 1982)

## Giocatori di football americano(4)
- Julius Brents, giocatore di football americano statunitense (Indianapolis, n. 2000)
- Julius Jones, ex giocatore di football americano statunitense (Big Stone Gap, n. 1981)
- Julius Peppers, ex giocatore di football americano statunitense (Wilson, n. 1980)
- Julius Thomas, ex giocatore di football americano statunitense (Stockton, n. 1988)

## Giocatori di poker(1)
- Little Man Popwell, giocatore di poker statunitense (n. 1912 - † 1966)

## Giornalisti(1)
- Julius Fučík, giornalista, scrittore e antifascista ceco (Praga, n. 1903 - Berlino, † 1943)

## Graffiti writer(1)
- T-Kid, writer statunitense

## Hockeisti su ghiaccio(1)
- Frank Nighbor, hockeista su ghiaccio canadese (Pembroke, n. 1893 - Pembroke, † 1966)

## Illustratori(1)
- Julius Ussy Engelhard, illustratore e pittore tedesco (Binjai, n. 1883 - Monaco di Baviera, † 1964)

## Imprenditori(2)
- Julius Meinl, imprenditore austriaco (Graslitz, n. 1824 - Vienna, † 1914)
- Julius Springer, imprenditore e editore tedesco (Berlino, n. 1817 - Berlino, † 1877)

## Indologi(1)
- Julius J. Lipner, indologo indiano (n. 1946)

## Ingegneri(3)
- Julius Futterman, ingegnere e inventore statunitense († 1979)
- Julius Maslovat, ingegnere e scultore polacco (Piotrków Trybunalski, n. 1942)
- Julius Popper, ingegnere, esploratore e avventuriero rumeno (Bucarest, n. 1857 - Buenos Aires, † 1893)

## Insegnanti(1)
- Julius Stern, docente e compositore tedesco (Breslavia, n. 1820 - Berlino, † 1883)

## Linguisti(1)
- Julius Jolly, linguista e orientalista tedesco (Heidelberg, n. 1849 - Würzburg, † 1932)

## Logici(1)
- Julius Richard Büchi, logico e matematico svizzero (Porto Alegre, n. 1924 - † 1984)

## Lottatori(1)
- Julius Baruch, lottatore e sollevatore tedesco (Gemünden, n. 1892 - Buchenwald, † 1945)

## Maratoneti(3)
- Julius Bitok, ex maratoneta keniota (n. 1976)
- Julius Nderitu, ex maratoneta keniota (n. 1979)
- Julius Sugut, ex maratoneta keniota (n. 1978)

## Matematici(6)
- Richard Dedekind, matematico tedesco (Braunschweig, n. 1831 - Braunschweig, † 1916)
- Julius Petersen, matematico danese (Sorø, n. 1839 - Copenaghen, † 1910)
- Julius Plücker, matematico e fisico tedesco (Elberfeld, n. 1801 - Bonn, † 1868)
- Julius Weisbach, matematico e ingegnere tedesco (Mildenau, n. 1806 - Freiberg, † 1871)
- Julius Wolff, matematico olandese (Nimega, n. 1882 - Campo di concentramento di Bergen-Belsen, † 1945)
- Christian Zeller, matematico tedesco (Mühlhausen am Neckar, n. 1822 - Cannstatt, † 1899)

## Medici(6)
- Albert Fraenkel, medico tedesco (Neustadt an der Weinstraße, n. 1864 - Heidelberg, † 1938)
- Julius Vincenz von Krombholz, medico e micologo ceco (Oberpolitz, n. 1782 - Praga, † 1843)
- Julius Robert von Mayer, medico e fisico tedesco (Heilbronn, n. 1814 - Heilbronn, † 1878)
- Julius Muthig, medico tedesco (Aschaffenburg, n. 1908 - Idstein, † 1989)
- Julius Leopold Pagel, medico tedesco (Polanów, n. 1851 - Berlino, † 1912)
- Julius Wagner-Jauregg, medico austriaco (Wels, n. 1857 - Vienna, † 1940)

## Meteorologi(1)
- Julius von Hann, meteorologo austriaco (Wartberg ob der Aist, n. 1839 - Vienna, † 1921)

## Micologi(1)
- Julius Schäffer, micologo tedesco (Markgröningen, n. 1882 - Weilheim in Oberbayern, † 1944)

## Microbiologi(1)
- Julius Richard Petri, microbiologo tedesco (Barmen, n. 1852 - Zeitz, † 1921)

## Militari(2)
- Julius Buckler, militare e aviatore tedesco (Mainz-Mombach, n. 1893 - Bonn, † 1960)
- Julius Schlegel, militare e politico austriaco (Vienna, n. 1895 - Vienna, † 1958)

## Musicisti(1)
- Julius La Rosa, musicista e cantante statunitense (New York, n. 1930 - Crivitz, Wisconsin, † 2016)

## Musicologi(1)
- Philipp Spitta, musicologo e insegnante tedesco (Hilgermissen, n. 1841 - Berlino, † 1894)

## Numismatici(2)
- Julius Friedländer, numismatico tedesco (Berlino, n. 1813 - Berlino, † 1884)
- Julius Menadier, numismatico tedesco (Gandersheim, n. 1854 - Berlino, † 1939)

## Nuotatori(1)
- Julius Frey, nuotatore tedesco (Stoccarda, n. 1881 - Stoccarda, † 1960)

## Oculisti(2)
- Julius Hirschberg, oculista tedesco (Potsdam, n. 1843 - Berlino, † 1925)
- Julius Jacobson, oculista tedesco (Königsberg, n. 1828 - Zelenogradsk, † 1889)

## Orientalisti(3)
- Julius Euting, orientalista e arabista tedesco (Stoccarda, n. 1839 - Strasburgo, † 1913)
- Julius Fürst, orientalista tedesco (Żerków, n. 1805 - Lipsia, † 1873)
- Julius Heinrich Petermann, orientalista tedesco (Glauchau, n. 1801 - Bad Nauheim, † 1876)

## Pallamanisti(1)
- Julius Kühn, pallamanista tedesco (Duisburg, n. 1993)

## Pallanuotisti(1)
- Julius Depaoli, pallanuotista austriaco (n. 1923 - † 2012)

## Patologi(2)
- Julius Arnold, patologo tedesco (Zurigo, n. 1835 - Heidelberg, † 1915)
- Julius Friedrich Cohnheim, patologo tedesco (Demmin, n. 1839 - Lipsia, † 1884)

## Pattinatori di velocità su ghiaccio(1)
- Julius Skutnabb, pattinatore di velocità su ghiaccio finlandese (Helsinki, n. 1889 - Helsinki, † 1965)

## Pianisti(2)
- Julius Epstein, pianista croato (Zagabria, n. 1832 - Vienna, † 1926)
- Julius Katchen, pianista statunitense (Long Branch, n. 1926 - Parigi, † 1969)

## Piloti automobilistici(1)
- Tim Flock, pilota automobilistico statunitense (Fort Payne, n. 1924 - Atlanta, † 1998)

## Pistard(2)
- Julius Johansen, pistard e ciclista su strada danese (Blovstrød, n. 1999)
- Julius Schaefer, pistard statunitense

## Pittori(10)
- Julius Adam I, pittore e fotografo tedesco (Monaco di Baviera, n. 1826 - Monaco di Baviera, † 1874)
- Julius Adam II, pittore tedesco (Monaco di Baviera, n. 1852 - Monaco di Baviera, † 1913)
- Julius Bissier, pittore tedesco (Friburgo in Brisgovia, n. 1893 - Ascona, † 1965)
- Julius Bretz, pittore tedesco (Wiesbaden, n. 1870 - Bad Honnef, † 1953)
- Julius Helfft, pittore tedesco (Berlino, n. 1818 - Berlino, † 1894)
- Julius Paulsen, pittore danese (Odense, n. 1860 - Copenaghen, † 1940)
- Jules Pascin, pittore bulgaro (Vidin, n. 1885 - Parigi, † 1930)
- Julius Rolshoven, pittore statunitense (Detroit, n. 1858 - New York, † 1930)
- Julius Schnorr von Carolsfeld, pittore tedesco (Lipsia, n. 1794 - Dresda, † 1872)
- Julius Schrader, pittore tedesco (Berlino, n. 1815 - Lichterfelde, † 1900)

## Poeti(5)
- Julius Gersdorff, poeta tedesco (Stettino, n. 1849 - Weimar, † 1907)
- Julius Mosen, poeta, scrittore e drammaturgo tedesco (Marieney, n. 1803 - Oldenburg, † 1867)
- Julius Rodenberg, poeta, scrittore e editore tedesco (Rodenberg, n. 1831 - Berlino, † 1914)
- Julius Sturm, poeta tedesco (Bad Köstritz, n. 1816 - Lipsia, † 1896)
- Julius Zeyer, poeta, drammaturgo e scrittore ceco (Praga, n. 1841 - Praga, † 1901)

## Politici(15)
- Julius Deutsch, politico e pubblicista austriaco (Lackenbach, n. 1884 - Vienna, † 1968)
- Julius Dorpmüller, politico tedesco (Wuppertal, n. 1869 - Malente, † 1945)
- Julius Peter Heil, politico e imprenditore tedesco (Dusemond an der Mosel, n. 1876 - Milwaukee, † 1949)
- Julius Albert Krug, politico statunitense (Madison, n. 1907 - Knoxville, † 1970)
- Julius Leber, politico tedesco (Biesheim, n. 1891 - Berlino, † 1945)
- Julius Maada Bio, politico e militare sierraleonese (Tihun, n. 1964)
- Julius Malema, politico sudafricano (Seshego, n. 1981)
- Julius Nyerere, politico tanzaniano (Butiama, n. 1922 - Londra, † 1999)
- Julius Perathoner, politico austriaco (Teodone di Brunico, n. 1849 - Bolzano, † 1926)
- Julius Raab, politico austriaco (Sankt Pölten, n. 1891 - Vienna, † 1964)
- Julius Streicher, politico e criminale di guerra tedesco (Fleinhausen, n. 1885 - Norimberga, † 1946)
- Julius Vogel, politico e scrittore britannico (Londra, n. 1835 - Molesey, † 1899)
- Julius Vuylsteke, politico e scrittore belga (Gand, n. 1836 - Gand, † 1903)
- Julius Wayland, politico e giornalista statunitense (Versailles, n. 1854 - Girard, † 1912)
- Julius van Zuylen van Nijevelt, politico e diplomatico olandese (Dommeldange, n. 1819 - L'Aia, † 1894)

## Presbiteri(1)
- Julius Heinrich von Rehlingen-Radau, presbitero austriaco (Augusta, n. 1662 - Berchtesgaden, † 1732)

## Principi(1)
- Edoardo, principe di Anhalt, principe tedesco (Ballenstedt, n. 1941)

## Produttori cinematografici(1)
- Julius Stern, produttore cinematografico tedesco (Fulda, n. 1886 - Los Angeles, † 1977)

## Psichiatri(1)
- Eduard Hitzig, psichiatra e neurofisiologo tedesco (Berlino, n. 1838 - St. Blasien, † 1907)

## Psicologi(1)
- Julius Spier, psicologo tedesco (Francoforte sul Meno, n. 1887 - Amsterdam, † 1942)

## Pugili(2)
- Julius Long, pugile statunitense (Romulus, n. 1977)
- Bert Schneider, pugile canadese (Cleveland, n. 1897 - † 1986)

## Registi(1)
- Julius Avery, regista e sceneggiatore australiano (Canberra, n. 1976)

## Sassofonisti(1)
- Julius Hemphill, sassofonista e compositore statunitense (Fort Worth, n. 1938 - New York, † 1995)

## Scacchisti(1)
- Julius Perlis, scacchista polacco (Białystok, n. 1880 - Hochtor, † 1913)

## Sceneggiatori(1)
- Julius J. Epstein, sceneggiatore statunitense (New York, n. 1909 - Los Angeles, † 2000)

## Schermidori(2)
- Jürgen Brecht, ex schermidore tedesco (Spira, n. 1940)
- Julius Eisenecker, schermidore tedesco (Francoforte sul Meno, n. 1903 - Francoforte sul Meno, † 1981)

## Scrittori(5)
- Julius Hart, scrittore tedesco (Münster, n. 1859 - Berlino, † 1930)
- Julius Eduard Hitzig, scrittore tedesco (Berlino, n. 1780 - Berlino, † 1849)
- Julius Hoste, scrittore e imprenditore belga (Tielt, n. 1848 - Bruxelles, † 1933)
- Julius Krohn, scrittore finlandese (Vyborg, n. 1835 - Vyborg, † 1888)
- Julius Adrian Pollacsek, scrittore, giornalista e imprenditore austro-ungarico (Budapest, n. 1850)

## Siepisti(2)
- Julius Kariuki, ex siepista e mezzofondista keniota (Nyahururu, n. 1961)
- Julius Korir, ex siepista, mezzofondista e maratoneta keniota (Nandi, n. 1960)

## Slittinisti(1)
- Julius Schädler, slittinista liechtensteinese (Triesenberg, n. 1941 - † 2001)

## Storici(3)
- Julius Brutzkus, storico e politico lituano (Palanga, n. 1870 - Tel Aviv, † 1951)
- Julius Wellhausen, storico, orientalista e islamista tedesco (Hameln, n. 1844 - Gottinga, † 1918)
- Julius von Pflugk-Harttung, storico tedesco (Heiligengrabe, n. 1848 - Berlino, † 1919)

## Storici dell'arte(2)
- Julius Lessing, storico dell'arte tedesco (n. 1843 - † 1908)
- Julius von Schlosser, storico dell'arte austriaco (Vienna, n. 1866 - Vienna, † 1938)

## Tenori(1)
- Julius Patzak, tenore austriaco (Vienna, n. 1898 - Rottach-Egern, † 1974)

## Teologi(2)
- Julius Kaftan, teologo tedesco (Loit, n. 1848 - Steglitz, † 1926)
- Julius Smend, teologo tedesco (Lengerich, n. 1857 - † 1930)

## Velocisti(3)
- Julius Keyl, velocista, ostacolista e ginnasta tedesco (Monaco di Baviera, n. 1877 - Monaco di Baviera, † 1959)
- Julius Morris, velocista montserratiano (Plymouth, n. 1994)
- Julius Sang, velocista keniota (Kapsabet, n. 1946 - Eldoret, † 2004)

## Vescovi cattolici(1)
- Julius Echter von Mespelbrunn, vescovo cattolico e politico tedesco (Spessart, n. 1545 - Würzburg, † 1617)

## Violoncellisti(1)
- Julius Klengel, violoncellista tedesco (Lipsia, n. 1859 - † 1933)

## Zoologi(2)
- Julius Victor Carus, zoologo e entomologo tedesco (Lipsia, n. 1823 - Lipsia, † 1903)
- Julius von Kennel, zoologo e entomologo tedesco (Schwegenheim, n. 1854 - Monaco di Baviera, † 1939)

## Senza attività specificata(1)
- Julius Koch, tedesco (Reutlingen, n. 1872 - Mons, † 1902)